# فلج الشام
فلج الشام (به عربی: فلج الشام) یک منطقهٔ مسکونی در عمان است که در بوشر واقع شده‌است.